# Rue Gramme
Pour les articles homonymes, voir Gramme (homonymie).
La rue Gramme est une rue du 15e arrondissement de Paris.

## Situation et accès
Elle commence rue du Commerce, entre la rue du Théâtre et la rue Lakanal et aboutit rue de la Croix-Nivert.
Elle ne croise que la cité Thuré, voie accessible en voiture depuis la rue du Théâtre, mais uniquement accessible aux piétons côté rue Gramme.

## Origine du nom

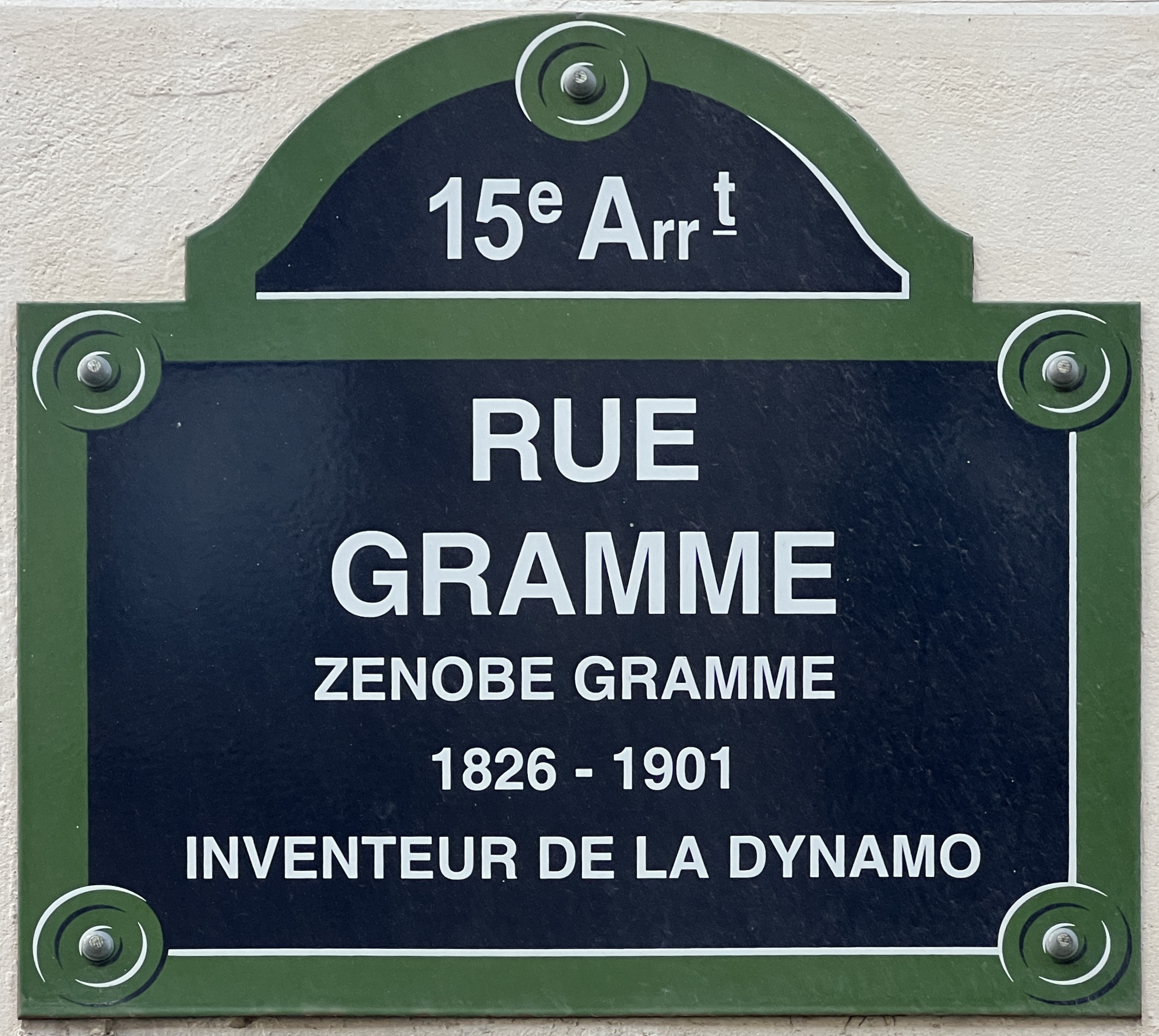
Plaque de la rue.

Elle a été nommée en hommage à Zénobe Gramme (1826-1901), électricien belge, inventeur du premier générateur électrique appelé « dynamo Gramme ».

## Historique
Elle a été ouverte en 1899 sur l'emplacement du marché de Grenelle en remplaçant la rue Gasparin (qui rendait hommage au ministre Adrien de Gasparin). Elle prend sa dénomination actuelle par un arrêté du 7 décembre 1900. 